# Amonherkhopsef (XIX. dinasztia)
Amonherkhopsef, más néven Amonherwenemef II. Ramszesz egyiptomi fáraó és Nofertari elsőszülött fia volt; sokáig Egyiptom trónörököse, végül azonban hamarabb meghalt, mint apja, a 25. uralkodási évben.
Amonherkhopsef akkor született, amikor apja még társuralkodó volt I. Széthivel. Eredeti neve Amonherwenemef volt („Ámon az ő jobb karjával van”), később, körülbelül apja trónra lépésekor változtatta Amonherkhopsefre („Ámon az ő erős karjával van”). Valószínűleg azonos Széthherkhopseffel, akit korábban Ramszesz egy másik fiának tartottak, és a 20. uralkodási év körül változtatta a nevét erre, az is lehetséges azonban, hogy a két nevet az ország különböző helyein használta, a Széthherkhopsef név a Nílus-deltában tűnik fel, ahol Széth isten kultusza erős volt. Egy öccse, Amenemwia („Ámon a szent bárkában”) szintén ebben az időben változtathatta Széthemwiára a nevét.
Amonherkhopsef herceg több címet is viselt, némelyiket testvérei közül egyedül ő („A csapatok főparancsnoka”, „A király legidősebb fia”), némelyiken pedig osztozott öccseivel és féltestvéreivel („Legyezőhordozó a király jobbján”, „Királyi írnok”). Magas rangot töltött be a hadseregben, és egyes képek és feliratok (például a Beit el-Wali-i templom képei) tanúsága szerint féltestvérével, Haemuaszettel elkísérte apját a kádesi csatába, valamint núbiai hadjáratokon is részt vett. A hettitákkal kötött békeszerződés után szüleihez hasonlóan ő is folytatott diplomáciai levelezést a hettita királyi családdal.
Amonherkhopsef volt a leghosszabb ideig trónörökös Ramszesz fiai közül, akik közül négyen töltötték be ezt a pozíciót (Ramszesz első tizenkét fiát túlélte, végül a tizenharmadik, Merenptah követte a trónon). Szobrai és képei megjelennek apja számos templomában, Karnakban, Luxorban, a Ramesszeumban, Abu Szimbelben (Ramszesz fiai közül csak ketten szerepelnek a nagy templom bejáratánál álló szobrok közt, a másik, aki megjelenik itt, Iszetnofret legidősebb fia, ifjabb Ramszesz); valamint I. Széthi abüdoszi templomában.
Amonherkhopsef feleségét egy, a Louvre-ban őrzött osztrakon szerint Nofertarinak hívták; elképzelhető, hogy ő Ramszesz azonos nevű lánya, akinek szobra megjelenik az Abu Szimbel-i nagyobbik templom bejáratánál, de ezen kívül semmit nem tudunk róla. Egy Széthi nevű fiuk született, róla ugyanez az osztrakon tesz említést.
A herceg a negyvenes éveiben járhatott, amikor meghalt, és valószínűleg a Királyok völgye 5 számú hatalmas sírban temették el, melyet Ramszesz fiainak építettek.

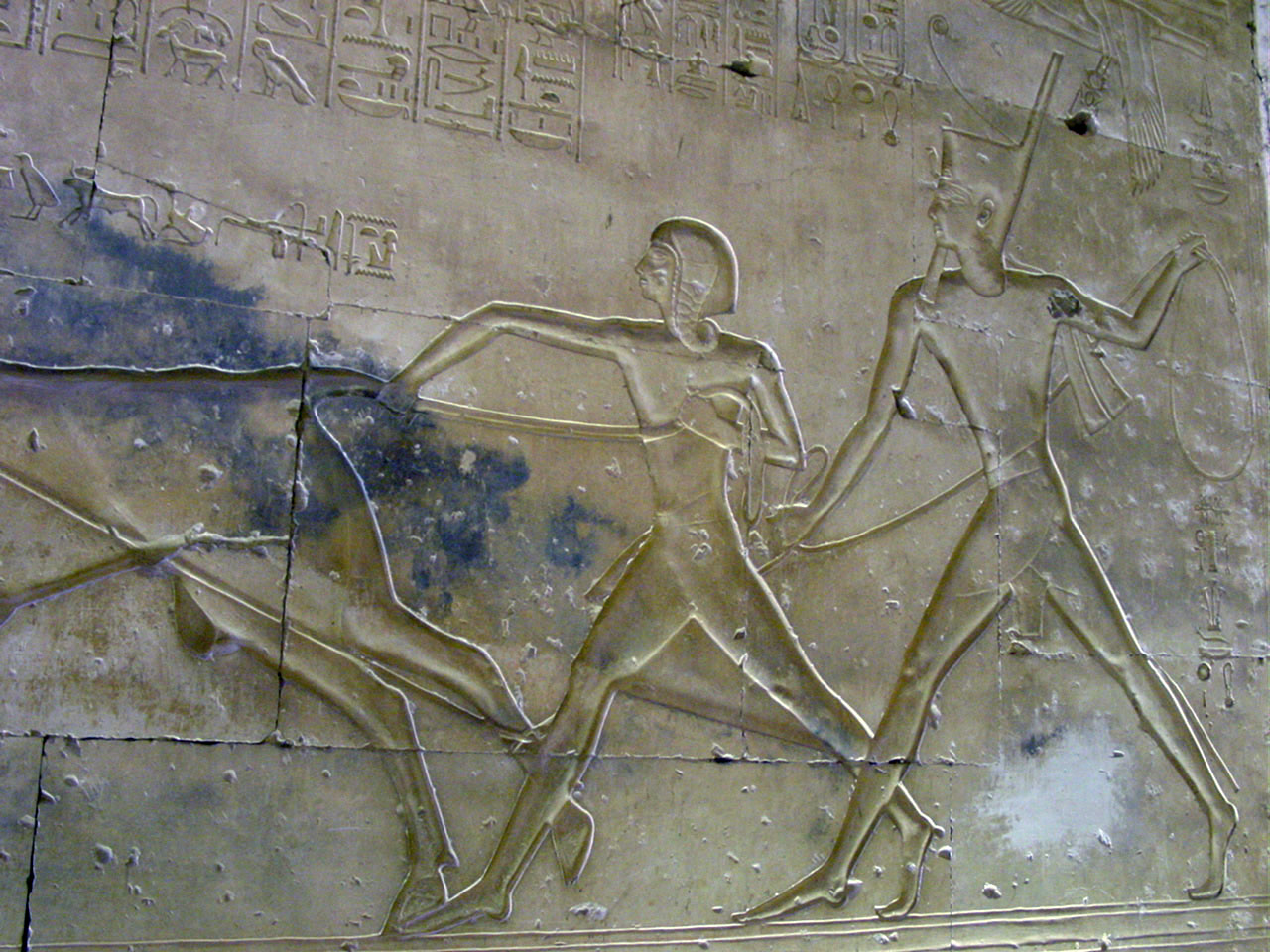
Amonherkhopsef és apja ábrázolása az abüdoszi templomban
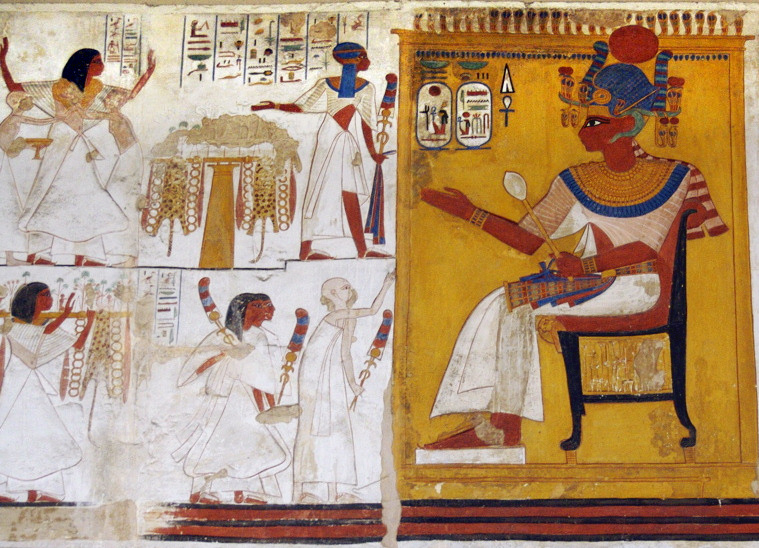
Amonherwenemef apja előtt